# تعويض الكربون

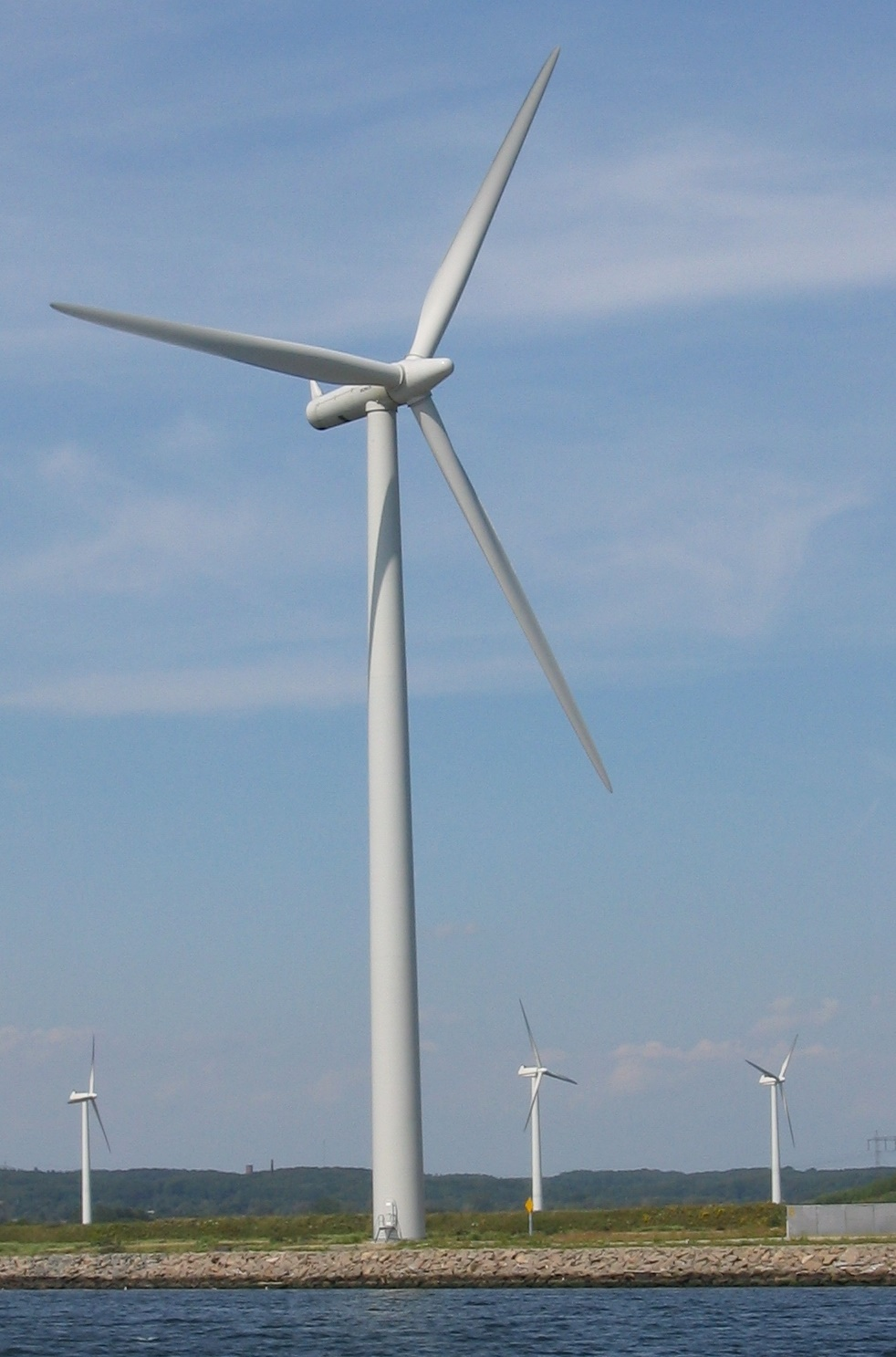
عنفات رياح بالقرب من مدينة آلبورغ الدنماركيّة. تعدّ مشاريع الطاقة المتجددة من أكثر مصادر تعويض الكربون شيوعًا.

تعويض الكربون (بالإنجليزية: Carbon offset)‏ هو تخفيض انبعاثات ثاني أكسيد الكربون أو غازات الدفيئة الأخرى من أجل التعويض عن الانبعاثات الناتجة في مكان آخر. تُقاس التعويضات بالأطنان من مكافئ ثاني أكسيد الكربون (CO2e). يمثل طن واحد من تعويض الكربون اختزال طن واحد من ثاني أكسيد الكربون أو ما يعادله من غازات الدفيئة الأخرى. هناك سوقان لتعويضات الكربون: سوق الامتثال الأكبر، تشتري فيه الشركات أو الحكومات أو الكيانات الأخرى تعويضات الكربون من أجل الامتثال للحدود القصوى للكمية الإجمالية لثاني أكسيد الكربون المنبعث والمسموحة لها. على سبيل المثال، يمكن أن يمتثل أحد الكيانات لالتزامات الأطراف المدرجة في المرفق 1 بموجب بروتوكول كيوتو، أو بموجب مخطط الاتحاد الأوروبي لتجارة الانبعاثات في حال كان الكيان أو الشركة أوروبية. في عام 2006، جرى شراء حوالي 5.5 مليار دولار من تعويضات الكربون في سوق الامتثال، وهو ما يمثل حوالي 1.6 مليار طن متري من تخفيضات مكافئ ثاني أكسيد الكربون.
في السوق الآخر الطوعي الأصغر، يشتري الأفراد أو الشركات أو الحكومات تعويضات الكربون للتخفيف من انبعاثات غازات الاحتباس الحراري الخاصة بهم من النقل واستخدام الكهرباء ومصادر أخرى. على سبيل المثال، يمكن للفرد شراء تعويضات الكربون للتعويض عن انبعاثات غازات الاحتباس الحراري الناجمة عن السفر الجوي الشخصي. يعرض بائعو تعويض الكربون الشراء المباشر للتعويضات، وغالبًا ما يقدمون خدمات أخرى أيضًا، مثل: تخصيص مشروع لدعم أو قياس البصمة الكربونية للمشتري. في عام 2016، جرى شراء ما قيمته حوالي 191.3 مليون دولار من تعويضات الكربون في السوق الطوعي، وهو ما يمثل حوالي 63.4 مليون طن متري من تخفيضات ثاني أكسيد الكربون.
عادة ما تدعم التعويضات المشاريع التي تقلل من انبعاث غازات الاحتباس الحراري على المدى القصير أو الطويل، وأبرز هذه المشاريع هي تلك المخصصة للطاقة المتجددة، مثل مزارع الرياح أو هاضمات الغاز الحيوي أو السدود الكهرومائية. تشمل المشاريع الأخرى تلك التي تتضمن استخدامًا فعالًا للطاقة، مثل: مواقد الطهي الفعالة، وتدمير الملوثات الصناعية أو المنتجات الثانوية الزراعية، وإزالة الميثان في مكبات النفايات، ومشاريع تعمير الغابات. بعض مشاريع تعويض الكربون الأكثر شيوعًا من منظور الشركات هي مشاريع الاستخدام الفعال للطاقة، ومشاريع توليد الطاقة الكهربائية من الرياح.
أقر بروتوكول كيوتو التعويضات لتكون وسيلة للحكومات والشركات الخاصة لكسب أرصدة الكربون التي يمكن تداولها في السوق، كما أقر آلية التنمية النظيفة (سي دي أم)، التي تتحقق من صحة المشروعات وتقيس نتائجها للتأكد من أنها تعود بفوائد حقيقية لم يكن من الممكن تحقيقها لولا ذلك. يمكن للشركات أو الكيانات غير القادرة على تلبية حصص الانبعاثات الخاصة بها تعويض انبعاثاتها عن طريق شراء وحدات خفض الانبعاثات المعتمدة من آلية التنمية النظيفة.
قد تكون التعويضات بدائل أرخص أو أكثر ملاءمة لتقليل استهلاك المرء للوقود الأحفوري، لكنها مع ذلك عارضها بعض النقاد، وتساءلوا عن فوائد أنواع معينة منها. يوصى بالعناية الواجبة لمساعدة الشركات في تقييم وتحديد التعويضات ذات الجودة الجيدة التي تضمنت توفير منافع بيئية إضافية، ولتجنب مخاطر السمعة المرتبطة بالتعويضات رديئة الجودة.
يُنظر إلى التعويضات على أنها أداة سياسية مهمة للحفاظ على الاقتصادات المستقرة وتحسين الاستدامة. أحد الأخطار الخفية لسياسة تغير المناخ هو عدم تكافؤ أسعار الكربون في الاقتصاد، ما قد يتسبب في أضرار جانبية اقتصادية إذا كان الإنتاج يتدفق إلى مناطق أو صناعات ذات سعر أقل للكربون.

## الأسواق

### السوق العالمي
في عام 2009، ووفقًا لدراسة أجرتها شركة أبحاث سوق الكربون «بوينت كربون» (بالإنجليزية: Point Carbon)‏ في واشنطن وأوسلو، جرى تداول 8.2 مليار طن متري من مكافئ ثاني أكسيد الكربون في جميع أنحاء العالم، بزيادة 68% عن عام 2008، ولكن عند 94 مليار يورو، أو حوالي 135 مليار دولار ، لم تتغير قيمة السوق مقارنة بعام 2008، إذ بلغ متوسط أسعار الكربون العالمية 11.40 يورو للطن، بانخفاض حوالي 40% عن العام السابق، وفقًا للدراسة. حدد البنك الدولي في تقرير بعنوان «حالة واتجاهات سوق الكربون لعام 2010» القيمة الإجمالية للسوق بمبلغ 144 مليار دولار، ولكنه وجد أن جزءًا كبيرًا من هذا الرقم نتج عن التلاعب في ثغرة في ضريبة القيمة المضافة.
- 90% من حجم تعويضات الكربون جرى شراؤها بشكل طوعي من القطاع الخاص -  وكانت المسؤولية الاجتماعية للشركات والقيادة الصناعية هي الدوافع الرئيسية للشراء.[17]
- كانت رغبة المشترين في التأثير بشكل إيجابي على المرونة المناخية ومجال تأثيرهم واضحًا في بياناتنا التي تحدد العلاقة القوية بين قطاعات أعمال المشترين وفئات المشاريع التي يتعاقدون من خلالها على شراء التعويضات.[17]

### سوق الاتحاد الأوروبي
يهيمن الاتحاد الأوروبي على سوق الكربون العالمية، حيث يتعين على الشركات التي تنبعث منها غازات الاحتباس الحراري خفض انبعاثاتها أو شراء مخصصات التلوث أو أرصدة الكربون من السوق، وذلك بموجب مخطط الاتحاد الأوروبي لتجارة الانبعاثات. ستستمر أوروبا، التي شهدت أسعارًا متقلبة للكربون بسبب التقلبات في أسعار الطاقة والعرض والطلب، في الهيمنة على سوق الكربون العالمي لسنوات قليلة أخرى، حيث أن الولايات المتحدة والصين - أكبر ملوثتين في العالم - لم تحددا أو تقرا بعد انبعاثات إلزامية أو سياسات تخفيض.

### سوق الولايات المتحدة
بشكل عام، ما يزال سوق الولايات المتحدة سوقًا تطوعيًا في المقام الأول، ولكن هناك نظم متعددة للحد الأقصى من الانبعاثات وأنظمة تجارية إما تنفذ بالكامل أو بشكل شبه كامل على الصعيد الإقليمي. يسمى أول برنامج إلزامي مبني على السوق لخفض انبعاثات ثاني أكسيد الكربون في الولايات المتحدة بالمبادرة الإقليمية لغازات الدفيئة، بدأ العمل به في الولايات الشمالية الشرقية عام 2009، ونما بنحو عشرة أضعاف إلى 2.5 مليار دولار، وفقًا لبوينت كربون. وضعت مبادرة المناخ الغربية، وهي برنامج إقليمي لمقايضة الانبعاثات يشمل سبع ولايات غربية (من بينها ولاية كاليفورنيا تحديدًا) وأربع مقاطعات كندية، هدفًا إقليميًا للحد من انبعاثات غازات الدفيئة وتقليلها بنسبة 15% عن مستويات عام 2005 بحلول عام 2020. يلزم أحد بنود قانون كاليفورنيا لحلول الانحباس الحراري العالمي لعام 2006، والذي بدأ العمل به في أوائل عام 2013، الصناعات المسببة لانبعاثات كربون عالية بشراء أرصدة الكربون لتغطية الانبعاثات بما يتجاوز 25 ألف طن متري من ثاني أكسيد الكربون.

### سوق المملكة المتحدة
تتاح مشاريع تعويضات الكربون في المملكة المتحدة للسوق الطوعية فقط، بسبب بروتوكولات الأمم المتحدة حول وحدات تخفيض الانبعاثات المعتمدة. تعد زراعة الغابات واستصلاح أراضي الخث طريقتان سائدتان للمساهمة في تعويضات الكربون في المملكة المتحدة، ولهما قوانين خاصة تحكم طريقة تنفيذهما.